# Баалон
Баало́н (фр. Baâlons) — коммуна во Франции, находится в регионе Шампань — Арденны. Департамент — Арденны. Входит в состав кантона Омон. Округ коммуны — Шарлевиль-Мезьер.
Код INSEE коммуны — 08041.
Коммуна расположена приблизительно в 190 км к северо-востоку от Парижа, в 75 км севернее Шалон-ан-Шампани, в 20 км к югу от Шарлевиль-Мезьера.

## Население
Население коммуны на 2008 год составляло 196 человек.
| 1962 | 1968 | 1975 | 1982 | 1990 | 1999 | 2008 |
| ---- | ---- | ---- | ---- | ---- | ---- | ---- |
| 165  | 169  | 163  | 147  | 160  | 170  | 196  |

## Администрация
| Период | Период | Фамилия        | Партия | Должность |
| ------ | ------ | -------------- | ------ | --------- |
| 2001   | 2008   | Людовик Дануа  |        |           |
| 2008   |        | Анри Шарпентье |        |           |

## Экономика
В 2007 году среди 121 человека в трудоспособном возрасте (15—64 лет) 91 были экономически активными, 30 — неактивными (показатель активности — 75,2 %, в 1999 году было 66,0 %). Из 91 активных работали 83 человека (40 мужчин и 43 женщины), безработных было 8 (4 мужчины и 4 женщины). Среди 30 неактивных 6 человек были учениками или студентами, 8 — пенсионерами, 16 были неактивными по другим причинам.

## Достопримечательности
- Церковь Сен-Реми в романском стиле (XIII—XIV века). Тимпан X века, на которых изображён мужчина с посохом и открытой книгой в окружении двух ангелов.
- Часовня Св. Анны, возведенная в 1911 году на месте часовни, построенной в 1807 году. Расположена возле источника Св. Анны. Место паломничества (ежегодно 26 июля).

## Фотогалерея
- Церковь Сен-Реми
- Мэрия
- Придорожный крест
- Въезд в Баалон